# Torrelaguna
Torrelaguna er en by og kommune i det centrale Spanien i Madrid-regionen. Den har et indbyggertal på 4.991 (2024) indbyggere.